# Royal Scots
I Reggimenti reali scozzesi (The Royal Scots o Royal Scots, in precedenza conosciuti col nome di Royal Regiment of Foot (Reggimento reale a piedi)), è il reggimento di fanteria più antico delle Forze armate britanniche.
La forza armata è esistita sino al 2006, quando è unito con i King's Own Scottish Borderers per diventare i Royal Scots Borderers, 1º Battaglione del nuovo Royal Regiment of Scotland.

## Storia
Sir John Hepburn crea nel 1633, su richiesta di Carlo I di Scozia, un reggimento di fanteria a servizio della Francia di truppe provenienti dal Regno di Scozia. Si è formato da un nucleo del primo reggimento di Hepburn, precedentemente a servizio della Svezia di re Gustavo II Adolfo, che era in essere dal 1625 e da resti della "Brigata verde" dell'esercito del re di Svezia. Durante la prima parte della sua storia, passò successivamente al servizio (Régiment de Douglas) della Francia e della Gran Bretagna. Nel 1635 si era ampliato a circa 8.000 uomini. Sir John Hepburn, rimase ucciso all'assedio di Saverne nel 1636; fu sostituito da suo nipote, Sir John Hepburn che rimase ucciso in battaglia l'anno successivo. Fu solo nel 1678 che il reggimento "The Royal Scots" tornò definitivamente al servizio della Gran Bretagna.
In base alla sua data di creazione, è considerato il più antico reggimento di fanteria nelle forze armate britanniche.
Durante la ristrutturazione del 1881, The Royal Scots prese il nome di Lothian Regiment (Reggimento di Lothian) (Royal Scots).
Fu nel 1920 che ha acquisito il suo nome definitivo, cioè The Royal Scots (The Royal Regiment) (Il Reggimento reale).